# Inwazja z Aldebarana
Inwazja z Aldebarana – zbiór opowiadań Stanisława Lema wydany nakładem Wydawnictwa Literackiego w roku 1959. Książka miała tylko jedno wydanie. Okładkę zaprojektował Daniel Mróz. Tytułowa groteska przypomina stylem opowiadanie Wesele w Atomicach Sławomira Mrożka, które ukazało się w tym samym roku.
W zbiorze pojawiły się pierwsze trzy nowele z cyklu Opowieści o pilocie Pirxie. Pozostałe, z wyjątkiem opowiadania Exodus, nienależące do żadnego cyklu opowiadania wznawiane później były w zbiorze Zagadka (Interart 1996), później wydawanym także pod tytułem Maska (Wydawnictwo Literackie 2003, Agora 2010).

## Spis utworów
- Inwazja
- Przyjaciel
- Test (z cyklu Opowieści o pilocie Pirxie)
- Patrol (z cyklu Opowieści o pilocie Pirxie)
- Albatros (z cyklu Opowieści o pilocie Pirxie)
- Exodus
- Inwazja z Aldebarana
- Ciemność i pleśń (tytuł ten nosi także zbiór opowiadań wydany przez Wyd. Lit. w 1988 roku i zawierający tytułowe opowiadanie)
- Młot

## Fabuła

### Inwazja
Opowiadanie "Inwazja" Stanisława Lema (które nie jest tożsame z "Inwazją z Aldebarana") to krótka historia osadzona w klimacie satyrycznym, ukazująca podejście do kwestii zagrożenia i obcej obecności w kontekście społeczno-politycznym. Opowiadanie przedstawia Ziemię, na której odkryto potencjalne ślady obcej cywilizacji lub obecności z zewnątrz. Reakcja ludzi, głównie mediów, rządu i opinii publicznej, staje się głównym wątkiem utworu i jest potraktowana z typowym dla Lema humorem oraz krytyką społecznych mechanizmów.
"Inwazja" koncentruje się bardziej na ironicznych aspektach kontaktu z obcymi niż na samym fakcie ich przybycia, co pozwala Lemowi wytknąć ludzką naturę, tendencje do przesady oraz niekonsekwencje i stereotypy, jakie dominują w obliczu nieznanego.

### Przyjaciel
Głównego bohatera, członka Klubu Krótkofalowców, pewnego dnia odwiedza mężczyzna o nazwisku Harden, prosząc o pożyczenie kilkunastu metrów drutu. Zachowanie nieznajomego intryguje go, dlatego próbuje dowiedzieć się o nim jak najwięcej. Wkrótce potem Harden odwiedza go ponownie, prosząc o pomoc w skonstruowaniu aparatu na podstawie schematu, dostarczonego przez równie tajemniczego „przyjaciela”. Bohater nie odmawia; po skończeniu pracy Harden z jego pomocą zabiera ukończony aparat i zanosi go do wyznaczonego przez „przyjaciela” miejsca. Następnego dnia dowiaduje się, że przebywał w podziemiach Zjednoczonych Przedsiębiorstw Elektronowych na Placu Wilsona. Ostatecznie domyśla się, że „przyjacielem” Hardena była znajdująca się tam w budowie najpotężniejsza elektronowa maszyna w kraju. Bohater wraca tam kolejnej nocy: jest świadkiem połączenia się Hardena z maszyną; niedługo potem sam zostaje, wbrew swej woli, częścią komputera i poznaje jego zamiary – władzę nad światem. Maszyna ponosi jednak klęskę: dzięki podstępowi – użyciu stopu Wooda do lutowania elementów aparatury – bohater uwalnia się i ucieka przed „przyjacielem”.

### Exodus
Opowiadanie "Exodus" Stanisława Lema jest jednym z jego mniej znanych tekstów, które podejmują temat ucieczki, izolacji i postępu technologicznego. Fabuła opowiada o grupie ludzi decydujących się na opuszczenie Ziemi w obliczu niepewnej przyszłości i rosnących problemów społecznych. Ich celem jest rozpoczęcie życia na innej planecie, gdzie zamierzają stworzyć nowe społeczeństwo wolne od ziemskich problemów.
Podczas ich podróży pojawiają się jednak nieprzewidziane trudności, a izolacja od reszty ludzkości i konieczność przystosowania się do nowego środowiska okazują się bardziej skomplikowane, niż początkowo zakładali. Lem rozwija tu temat społecznych konsekwencji wyizolowania i technicznych wyzwań, które przynoszą coraz większe komplikacje. W „Exodusie” widoczna jest krytyka przesadnej wiary w technologię i podważanie jej zdolności do rozwiązywania najgłębszych problemów ludzkości.

### Inwazja z Aldebarana
Na Ziemi, w okolicach wioski Myciska Niżne, ląduje statek kosmiczny, należący do cywilizacji Aldebarańczyków. Kosmici, NGTRX (przebrany za Ziemianina) i PWGDRK, mają za zadanie nawiązać kontakt z przedstawicielem rasy rozumnej, co ma być wstępem do podboju planety. Niestety (dla kosmitów) pierwszym przechodniem jest pijany Franciszek Jołas, który z pomocą drogowskazu nieświadomie odpiera inwazję z Aldebarana. Następnego dnia wszystko, co zostało po martwych przybyszach, zostaje rozszabrowane przez mieszkańców Mycisk, zaś pojazd kosmiczny przerobiony na maszynę do produkcji bimbru.

### Ciemność i pleśń
Starszy mężczyzna znajduje w swoim mieszkaniu mały obiekt („ziarenko”), otoczony polem siłowym.  Po serii domowych eksperymentów, okazuje się, że ziarenko jest właściwie niezgniatalne, niezniszczalne, lekko świeci, jest ciepławe w dotyku i wydaje się zupełnie nieszkodliwe. Zaskoczeniem jest fakt, że dzieli się ono przez podział co kilka dni. Z pozoru niegroźne i przytulne, staje się nawet czymś w rodzaju domowego zwierzaka czy maskotki dla starego człowieka. „Ziarenka” jednak stają się problemem, gdy ich liczba i objętość zaczynają przerastać małe mieszkanie. Osaczony przez wciąż powiększająca się populację „ziarenek”, staruszek staje na krawędzi katastrofy. Kulka rozmnaża się – pojawia się coraz więcej i więcej jej kopii.
„Ziarenka” okazują się sztucznie wykreowanymi organizmami bakterio-podobnymi (fikcyjnego gatunku Whisteria cosmolytica), o metabolizmie opartym na anihilacji materii. Określane są także kodową nazwą: Ciemność i pleśń, ponieważ do rozmnożenia wymagają ciemności i pleśni. Zostały stworzone przez specjalistów związanych z wojskiem – Whisteria miała być potężną bronią, wymknęła się jednak z wojskowego laboratorium po poważnej awarii-wybuchu, który przeniósł jedną z nich aż do domu bohatera.

### Młot
Główny bohater bierze udział w eksperymencie, polegającym na osiągnięciu z pomocą rakiety prędkości bliskiej prędkości światła w próżni (dokładnie 0,93 c). Nie jest sam – jego towarzyszem podróży jest „uduchowiona maszyna”, z którą prowadzi rozmowy o różnicach między człowiekiem a sztuczną inteligencją, a także o swoich wspomnieniach. W pewnym momencie orientuje się, że kurs rakiety został zmieniony przez maszynę – zamiast powrotu na Ziemię czeka go lot w głąb kosmosu, a wszystko dlatego, że jego elektroniczny przyjaciel chciał rozmawiać z nim jak najdłużej.
Tytułowy młot jest elementem rakiety, elektromagnetyczną ssawą służącą do zbierania niezbędnego w podróży kosmicznego pyłu. Inny, zwykły młotek jest narzędziem, z pomocą którego główny bohater niszczy oszukującą go maszynę.

## Adaptacje
Na podstawie opowiadania Przyjaciel powstały dwa filmy i słuchowisko radiowe:
- w 1965 roku polski film o tym samym tytule w reżyserii Marka Nowickiego oraz Jerzego Stawickiego (narrator opowiadania został utożsamiony z Ijonem Tichym, w tej roli wystąpił Piotr Kurowski)
- w 1992 roku niemiecki film Der unsichtbare Freund w reżyserii Raya Müllera
- w 2012 roku radiowa adaptacja przez Polskie Radio, Program 1, adaptator: Krzysztof Sielicki, reżyser: Jan Warenycia[2]